# Ignacio Sayu
Ignacio Sayu Hardy (1 de febrero de 1966) es un deportista cubano que compitió en judo. Ganó una medalla en los Juegos Panamericanos de 1987, y dos medallas en el Campeonato Panamericano de Judo en los años 1985 y 1988.

## Palmarés internacional
| Juegos Panamericanos    | Juegos Panamericanos          | Juegos Panamericanos | Juegos Panamericanos |
| Año                     | Lugar                         | Medalla              | Categoría            |
| ----------------------- | ----------------------------- | -------------------- | -------------------- |
| 1987                    | Indianápolis (Estados Unidos) | Medalla de bronce    | –71 kg               |
| Campeonato Panamericano |                               |                      |                      |
| Año                     | Lugar                         | Medalla              | Categoría            |
| 1985                    | La Habana (Cuba)              | Medalla de oro       | –65 kg               |
| 1988                    | Buenos Aires (Argentina)      | Medalla de bronce    | –60 kg               |